# レナード・ピーコフ
レナード・シルヴァン・ピーコフ（英語: Leonard Sylvan Peikoff、1933年10月15日 - ）は、アメリカ合衆国の哲学研究者である。オブジェクティビズムの唱導者であり、生前のアイン・ランドに師事し遺産相続人に指名された。1985年にエド・スナイダー（Ed Snider）と共にアイン・ランド協会を設立した。

## 略歴
レナード・ピーコフは1933年10月15日にカナダマニトバ州ウィニペグで外科医で医学博士のサミュエル・ピーコフ（Samuel Peikoff）とその妻ベッシー（Bessie）の間に生まれた。マニトバ大学の医学部進学課程に1950年から1953年まで在籍したが、アイン・ランドとの議論を経て、哲学を学ぶためニューヨーク大学に入学し直した。ニューヨーク大学では1954年に学士号、1957年に修士号、1964年に博士号（哲学）を取得した。博士論文の指導教官は著名なアメリカ人プラグマティズム哲学研究者であるシドニー・フック（Sidney Hook）であり、テーマは無矛盾律の形而上学的位置づけであった。複数の大学で哲学を教えている。

## 初期オブジェクティズム運動との関わり
ピーコフは17歳の時カリフォルニア州で従姉のバーバラ・ブランデン（Barbara Branden、当時の姓はWeidman）を通じてアイン・ランドと会った。この時のランドとの出会いによって哲学の重要性に気付かされたとピーコフは述べている。1951年にランドがニューヨーク市に住まいを移すと、ピーコフはニューヨーク大学で哲学を学ぶことを決意した。ニューヨーク大学在学中、ピーコフは哲学に関する多様な問題についてランドと頻繁に議論した。
ピーコフは、ナサニエル・ブランデン（Nathaniel Branden）、アラン・グリーンスパン、バーバラ・ブランデンらランドと親しい門下生と共にマンハッタンにあるランドのアパートに頻繁に集まり、哲学や政治についてランドと議論した。また、当時ランドが執筆中だった『肩をすくめるアトラス』の原稿を読み議論した。1958年、ナサニエル・ブランデンはオブジェクティビズムを講義やセミナーを通じて広めるため、ナサニエル・ブランデン・レクチャーズ（後に「ナサニエル・ブランデン研究所」に改名）を設立した。ピーコフはナサニエル・ブランデン・レクチャーズ設立時の講演者の一人であり、哲学史に関するコースを担当した。
ランドは、1960年代におけるピーコフおよびアラン・ゴテルフ（Allan Gotthelf）との議論に動機づけられ、概念形成についての論文「オブジェクティビズム認識論入門」（Introduction to Objectivist Epistemology）を完成させた。この論文が1979年に書籍として出版された際、ランドはこの書籍の付録としてピーコフの論文「分析／総合の二分論」（"The Analytic-Synthetic Dichotomy"）を収録した。ランドが1969年から1971年にかけ自宅で開催したこの論文に関するワークショップにも、ピーコフは参画した。ピーコフは後にこのワークショップの記録を使用し、ハリー・ビンズウェンジャー（Harry Binswanger）と共同で『オブジェクティビズム認識論入門』の増補版を作成した。
ナサニエル・ブランデン研究所が1968年に解散した後も、ピーコフはオブジェクティビズム支持者を対象とする様々なテーマの講義を行い続けた。これらの講義の記録は現在も販売され続けている。ピーコフが行った講義には、「哲学の歴史」（The History of Philosophy）、「論理学入門」（An Introduction to Logic）、「思考の技術」（The Art of Thinking）、「物理学および哲学における帰納」（Induction in Physics and Philosophy）、「道徳的価値」（Moral Virtue）、「教育の哲学」（A Philosophy of Education）、「オブジェクティビズムを理解する」（Understanding Objectivism）、「客観的コミュニケーションの原理」（The Principles of Objective Communication）、「8つの偉大な戯曲」（Eight Great Plays）などがある。ピーコフが1976年に行ったオブジェクティビズムについての連続講義を、ランドは自分の哲学の解説として最高のものであり、自分が知る中で唯一の正確な解説であると保証した。
ピーコフの最初の著書『不吉な相似』（The Ominous Parallels）は、第三帝国およびホロコーストが台頭した原因をオブジェクティビズムの立場から説明すると同時に、ワイマール共和国と現代アメリカ合衆国の広範な哲学的・文化的相似を指摘し、アメリカ合衆国が全体主義に向かっていることを警告した本である。ランドはこの本の序文で、これは自分以外のオブジェクティビスト哲学者によって書かれた最初の本であると述べた。

## ランドの死後
ランドはピーコフを自分の遺産相続人に指名した。遺言執行者として、ピーコフはランドの全著作（パブリックドメインに移行した『アンセム』を除く）の版権を管理している。またピーコフは、ランドの書簡、哲学的日記、フィクションを含む数冊分にわたる未刊行著作の編集と刊行を監督してきた。ボストンのフォード・ホール・フォーラム (Ford Hall Forum) でランドが毎年行っていた講演を、ピーコフは数年にわたり引き継いだ。他にウェストポイントでの士官候補生向け講演や、ギリシャ諸島へのクルーズ中の講演等も行っている。
1985年、ピーコフはアイン・ランド協会を設立した。ピーコフは、1976年に行ったランドの思想に関する連続講義を一冊の書籍にまとめ、『オブジェクティズム：アイン・ランドの哲学』（Objectivism: The Philosophy of Ayn Rand）として出版した。これはオブジェクティズムを包括的に紹介した最初の書籍となった。1990年代中頃には、ピーコフはハリー・ビンズウェンジャー、ピーター・シュワルツ（Peter Schwartz）と共にアイン・ランド協会のオブジェクティビスト・グラジュエート・センター（Objectivist Graduate Center、2000年に Objectivist Academic Centerに改称）で講義を担当した。
1995年から1999年にかけて、ピーコフは哲学と文化について議論する全米放映のラジオ番組のホストを務めた。2006年2月から2007年6月にかけて、ピーコフは電子メールで受けた質問に関するオンラインQ&Aを公開した。このオンラインQ&Aは2007年10月22日から2016年10月31日まで続いたポッドキャストになった。
ピーコフの講義や著書は、アラン・ゴテルフ、ハリー・ビンズウェンジャー、アンドリュー・バーンスタイン（Andrew Bernstein）、タラ・スミス（Tara Smith）他、アイン・ランド協会と協働している著述家達の著作に利用されているだけでなく、デヴィッド・ケリー (David Kelley)の『感覚の証拠』（The Evidence of the Senses）、ジョージ・H.スミス（George H. Smith）の『無神論：神への反証』（Atheism: The Case Against God）、ルイス・トレス（Louis Torres）およびミッチェル・マーダー・カミ（Michelle Marder Kahmi）の論文「芸術とは何か：アイン・ランドの美学」（What Art Is: the Esthetic Theory of Ayn Rand）などピーコフと立場が異なる論者たちの著作にも利用されている。
ピーコフの1983年の連続公演「オブジェクティビズムを理解する」（Understanding Objectivism）は、『アイン・ランド書簡集』（Letters of Ayn Rand）の編者であるマイケル・バリナー（Michael Berliner）によって同名の書籍にまとめられた。また論理的帰納に関するピーコフの理論は、二つの講演「物理学および哲学における帰納」（Induction in Physics and Philosophy）および「帰納を通じたオブジェクティビズム」（Objectivism Through Induction）で最初に提示され、デヴィッド・ハリマン（David Harriman）により書籍『論理的飛躍：物理学における帰納』（The Logical Leap: Induction in Physics）にまとめられた。2012年の著書『DIM仮説』（The DIM Hypothesis）でピーコフは認識統合へのアプローチとして分解（disintegration）、統合（integration）、誤統合（misintegration）の3つを定義し、この仮説を物理学、哲学、教育、政治等の分野に適用している。
ピーコフによる論説は「バロンズ」や「ニュー・スコラティシズム」（The New Scholasticism）などの定期刊行誌にも掲載されている。出演したテレビ番組にはビル・マーの「ボリティカリー・インコレクト」（Politically Incorrect）やビル・オライリーの「ザ・オライリー・ファクター」、C-SPANのパネルディスカッション等がある。またマイケル・パックストンが監督したドキュメンタリー映画「アイン・ランド：ア・センス・オブ・ライフ」（Ayn Rand: A Sense of Life）にも出演した。

### デヴィッド・ケリーとの決別
ピーコフは、オブジェクティビズムをランドが表明した哲学諸原理のみから構成される「閉じた体系」と見なし、これらの諸原理の一部にでも同意しない場合はオブジェクティビズムからの逸脱であると考えている。アイン・ランド協会が宣伝しているのはピーコフのオブジェクティビズム観である。
ピーコフおよびアイン・ランド協会と協働していた哲学者のデヴィッド・ケリーがより柔軟な態度での他派との協働を主張する論説「是認に関する疑問」（"A Question of Sanction"）を公表した時、「閉じた体系」派と「開いた体系」派の対立が表面化した。ケリーはオブジェクティビズムをランドの著作や信念を超えて発展し得る「開いた体系」と見なしている。ピーコフは「事実と価値」（"Fact and Value"）という論説でケリーの主張が認識と評価、事実、および道徳価値との関係についてのランドの理解と矛盾すると主張し、ケリーに反論した。ピーコフはケリーは真のオブジェクティビストではないと結論づけ、ケリーに賛同する者はオブジェクティビズム運動から離れるよう要求した。これに対しケリーは1990年に「オブジェクティビスト・スタディーズ研究所（Institute for Objectivist Studies）」を設立した。この研究所は「オブジェクティビスト・センター（The Objectivist Center）」に改称し、最終的にアトラス・ソサイエティとなった。

## 著書
- The Ominous Parallels (1982) ISBN 0-452-01117-5
- The Early Ayn Rand (edit. and introductory essays by Peikoff) (1984) ISBN 0-453-00465-2
- The Voice of Reason: Essays in Objectivist Thought (edit. and additional essays by Peikoff) (1989) ISBN 0-453-00634-5
- Introduction to Objectivist Epistemology (expanded second edition) (with Harry Binswanger, PhD, editor) (1990) ISBN 0-453-00724-4
- Objectivism: The Philosophy of Ayn Rand (1991) ISBN 0-452-01101-9
- The Ayn Rand Reader (with Gary Hull, PhD, editor) (1999) ISBN 0-452-28040-0
- Understanding Objectivism: A Guide to Learning Ayn Rand's Philosophy (Michael Berliner, PhD, editor) (2012) ISBN 0-451-23629-7
- The DIM Hypothesis: Why the Lights of the West Are Going Out (2012) ISBN 0-451-46664-0
- Objective Communication: Writing, Speaking and Arguing (2013) ISBN 0-451-41815-8
- Teaching Johnny to Think: A Philosophy of Education Based on the Principles of Ayn Rand's Objectivism (2014) ISBN 0-9794661-6-4
- The Cause of Hitler's Germany (2014) ISBN 0-14-218147-1
- Discovering Great Plays: As Literature and as Philosophy (2017) ISBN 978-0979466199